# Cheongpa-dong
Cheongpa-dong là một dong, phường của Yongsan-gu ở Seoul, Hàn Quốc.

## Giáo dục
- Trường tiểu học Cheongpa[4]
- Trường tiểu học Shinkwang[5]
- Trường trung học Sunrin[6]
- Trường trung học Baemoon[7]
- Trường phổ thông Internet Sunrim [8]
- Trường phổ thông nữ sinh Shinkwang[9]
- Trường phổ thông Baemoon[10]

## Liên kết
- (tiếng Anh) Trang chính thức Yongsan-gu
- (tiếng Hàn) Trang chính thức Yongsan-gu
- (tiếng Hàn) Trang văn phòng dân cư Cheongpa 1-dong